# عدد سيكويز
عدد سيكويز وهو رقم كبير أستخدمه عالم الرياضيات الجنوب أفريقي ستانلي سكويز، وهو يتكون من 3 أٌسوسْ جمع (أسّ) مثال 5 أٌسّ 5 10101034
يعتبر عدد سكيويز هو أضخم عدد مقارنه بجوجولبكس من حيث العدد حيث انه لا يوجد عدد بعده في الكون المنظور ألا رقم جراهم وهذا ما يميزه.
رقم سكيويز أيضا هو عبارة عن مجموعة من الأرقام الكبيرة وجزئ أيضاً من أرقام أخرى اصغر بِطبع هذه الأرقام لا تٌستَخدم في الحياه بشكل تجريبي فهي أرقام رياضية تستخدم من أجل إجراء اقصي الحسابات المنطقية في أرجاء الكون لم يستخدم عدد سكيويز من قبل! فلا يوجد له ذكر في الجدول الطويل (الإنجليزية التقليدية القديمة) التي تحتوي على المليون والجوجول وجوجولبلكس وفعلاً جوجولبلكس يحتوي على خانتين أخريين.
| 10100 |